# Magdalena Szczepańska
Magdalena Szczepańska (ur. 25 stycznia 1980 w Zielonej Górze) – polska lekkoatletka, wieloboistka.

## Kariera sportowa
Olimpijka z Aten (2004) - 21. miejsce. Zawodniczka AZS-AWFiS Gdańsk. 
W 2004 zajęła drugie miejsce w Pucharze Europy w siedmioboju indywidualnie i drużynowo. Podczas Halowych Mistrzostw Europy w Lekkoatletyce zajęła 6. miejsce (Wiedeń 2002). 4-krotna mistrzyni Polski w siedmioboju, 3-krotna halowa mistrzyni Polski w pięcioboju.
Rekord życiowy w siedmioboju - 6.115 pkt. (2004), w halowym pięcioboju - 4.483 pkt. (2004).
Jej najlepsze wyniki w poszczególnych konkurencjach: bieg na 100 m przez płotki - 13.95/13.69 (2003); skok wzwyż - 1.78 (2004); pchnięcie kulą - 14.04 (2005); bieg na 200 m - 24.95 (2000); skok w dal - 6.19 (2002); rzut oszczepem - 49.47 (2005); bieg na 800 m - 2:11.52 (2002).